# Stjepan Polje
Stjepan Polje (en cyrillique : Стјепан Поље) est une localité de Bosnie-Herzégovine. Elle est située dans la municipalité de Gračanica, dans le canton de Tuzla et dans la fédération de Bosnie-et-Herzégovine. Selon les premiers résultats du recensement bosnien de 2013, elle compte 3 667 habitants.

## Démographie

### Évolution historique de la population
| 1948 | 1953 | 1961  | 1971  | 1981  | 1991  | 2013  |
| ---- | ---- | ----- | ----- | ----- | ----- | ----- |
| -    | -    | 1 964 | 2 555 | 3 003 | 3 347 | 3 667 |

|  |